# 福阿德·阿拉克巴洛夫
福阿德·阿拉克巴洛夫 (阿塞拜疆语：Fuad Cəbrayıl oğlu Ələkbərov，英语：Fuad Alakbarov，1988年11月22日—），是一人权活动家。